# 納什維爾鎮區 (明尼蘇達州馬丁縣)
納什維爾鎮區（英語：Nashville Township）是位於美國明尼蘇達州馬丁縣的一個行政鎮區。

## 歷史
納什維爾鎮區於1864年設立，得名自當地早期定居者A·M·納什（A. M. Nash）。

## 地方資料
納什維爾鎮區的面積為94.32平方千米，皆為陸地。根據2020年美國人口普查的數據，當地共有人口205人，而人口密度為每平方千米2.17人。